# Unterseeboot 401
L'U-401 est un Unterseeboot type VII utilisé par la Kriegsmarine pendant la Seconde Guerre mondiale.
L'U-401 n'a ni endommagé ni coulé de navire au cours de l'unique patrouille qu'il effectua.
Il a été coulé dans l'Atlantique, en août 1941 par les navires Alliés.

## Conception
Unterseeboot type VII, l'U-401 avait un déplacement de 769 tonnes en surface et 871 tonnes en plongée. Il avait une longueur totale de 67.10 m, un faisceau de 6.20 m, une hauteur de 9.60 m, et un tirant d'eau de 4.74 m. Le sous-marin était propulsé par deux moteurs Diesel F46 produisant un total de 2 060 à 2 350=kW en surface et de deux moteurs électriques Brown, Boveri & Cie produisant un total 550 kW, en plongée. Le sous-marin avait une vitesse en surface de 17,7 nœuds (32,8 km/h) et une vitesse de 7,6 nœuds (14,1 km/h) en plongée. Immergé, il avait un rayon d'action de 80 milles marins (150 km) à 4 nœuds (7,4 km/h ; 4,6 milles par heure); en surface, son rayon d'action était de 8 500 milles nautiques (soit 15 700 km) à 10 nœuds (19 km/h).
L'U-401 était équipé de cinq tube lance-torpilles de 53,3 cm (quatre monté à l'avant et un à l'arrière) qui contenait quatorze torpilles. Il était équipé d'un canon de 8,8 cm SK C/35 et d'un canon anti-aérien. Son équipage comprenait 45 sous-mariniers.

## Historique
Le sous-marin est commandé le 23 septembre 1939 à Dantzig, sa quille posée le 8 avril 1940, il est lancé le 16 décembre. Il est mis en service le 10 avril 1941, sous le commandement du Kapitänleutnant Gero Zimmermann.
Il sert dans la 1. Unterseebootsflottille (flottille d'entrainement) jusqu'au 10 avril 1941 et demeure dans cette unité (devenue flottille de combat) à partir du 1er juillet 1941.
Sa première patrouille est précédée d'un court passage à Trondheim.
L'U-401 quitte Trondheim le 9 juillet 1941. Le 3 août, il coule par des charges de profondeur à la position géographique 50° 27′ N, 19° 50′ O, lancées par le destroyer Britannique HMS Wanderer, le HMS St. Albans et le HMS Hydrangea.
Les quarante-cinq membres d'équipage meurent dans cette attaque.

## Commandement
- Kapitänleutnant Gero Zimmermann du 10 avril 1941 au 3 août 1941